# 目撃者 闇の中の瞳
『目撃者 闇の中の瞳』（もくげきしゃ やみのなかのひとみ、原題：目擊者、英題：Who Killed Cock Robin）は、2017年の台湾映画。

## あらすじ
新聞社の実習生であるシャオチーは、2007年のある晩に新店の山道で当て逃げ事故を目撃する。雨の中、シャオチーが駆けつけると被害者側の運転手は死亡、助手席にいる女性は瀕死であった。事故から9年後、花形記者となったシャオチーは、購入して間もない中古車をぶつけて修理工に点検をしてもらったところ、事故車である事が判明する。そこで、警察署で車の車両番号を照合すると、以前の所有者は、9年前に起きた当て逃げ事故の被害者であることが判明する...。

## スタッフ
- 監督：チェン・ウェイハオ
- 脚本：チェン・ウェイハオ、チェン・イェンチー、チェン・ユーシャン
- 製作：デビッド・タン
- 音楽：リー・ロキッド
- 撮影：チェン・チーウェン

## キャスト
- シャオチー：カイザー・チュアン
- マギー：シュー・ウェイニン
- シュー・アイティン：アリス・クー
- チウ・ジンカイ：クリストファー・リー
- ウェイ：メイソン・リー